# خاندان هوسوکاوا
خاندان هوسوکاوا (به ژاپنی: 細川氏 Hosokawa-shi) یکی از خاندان‌های سامورایی در ژاپن بود.
خاندان هوسوکاوا خاندانی بود که در دوره کاماکورا تأسیس شد و حتی پس از دوره ادو به عنوان یک خاندان معتبر شکوفا بود. در طول دوره موروماچی، خاندان‌های خاندان شیبا و خاندان هاتاکه‌یاما ولایت ستسو (شمال اوساکای مرکزی کنونی و استان جنوب شرقی هیوگو) را به‌عنوان قلمرو اشغال کردند و پست و مقام کانری، دومین مقام پس از شوگون، را در اختیار داشتند به عنوان یک خاندان معروف که به عنوان یکی از سه کانری به حساب می‌آمد قدرت را در دست داشتند. حتی پس از انتقال از کینکی به کیوشو، این خاندان تا پایان دوره ادو بر دامنه کوماموتو (به استثنای مناطق کوما و آماکوسا در استان کوماموتو کنونی) در ولایت هیگو (استان کوماموتو کنونی) حکومت کرد.

## بنیان‌گذار خاندان هوسوکاوا
میناموتو نو یوشیکیو، پسر آشیکاگا یوشی‌یاسو، بنیان‌گذار خاندان آشیکاگا بود. میناموتو نو یوشیکیو، پسر (کودکی بدون حق ارث بردن سرپرست خاندان) آشیکاگا یوشی‌یاسو که، به خاندان ای از خاندان آشیکاگا تبدیل شد و نوه میناموتو نو یوشیکیو، هوسوکاوا یوشیسو، در هوسوکاوا-گو، نوکاتا-گان زندگی می‌کرد. ولایت میکاوا: این منطقه (در اطراف هوسوکاوا-چو، اوکازاکی، شهر اوکازاکی، استان آیچی) به یک قلمرو تبدیل شد و شروع به نامیده شدن به نام هوسوکاوا کرد.
وقتی آشیکاگا تاکائوجی شوگون‌سالاری موروماچی را تأسیس کرد، خاندان هوسوکاوا از آشیکاگا تاکائوجی پیروی کردند و سخت تلاش کردند تا کاماکورا و شیکاگا را تحت سلطه خود درآورند و از این طریق پیشرفت کردند و به دایمیو قدرتمند تبدیل شدند. پست و مقام کانری (معاون شوگون) به‌طور متناوب به خاندان شیبا و خاندان هاتاکه‌یاما منصوب می‌شد و خاندان هوسوکاوا نیز چنان قدرتی به دست آورد که آنها را سه خاندان کانری نامیدند.
در جنگ اونین که در سال ۱۴۶۷ (سال اول اونین) رخ داد، هوسوکاوا کاتسوموتو فرمانده کل ارتش شرق شد و بسیاری از فرماندهان نظامی قدرتمند خاندان هوسوکاوا، از جمله خاندان‌های شاخه، در جنگ شرکت کردند.
خاندان هوسوکاوا پس از شکوفایی به عنوان یک رعیت ارشد شوگون‌سالاری، به عنوان ملازم اربابان فئودال متوالی خدمت کردند، تا اینکه در هنگام افول شوگون‌سالاری موروماچی، شورش آکچی میتسوهیده، که یکی از اقوام هوسوکاوا بود، رخ داد. اگرچه این خاندان با بحران‌های زیادی مواجه شدند، اما آنها بر این سختی‌ها غلبه کردند و همچنان به عنوان یک خاندان مشهور ادامه حیات دادند و حتی امروز نیز یکی از نخست‌وزیران ژاپن موریهیرو هوسوکاوا (دوره نخست‌وزیری ۹ اوت ۱۹۹۳ – ۲۸ آوریل ۱۹۹۴) از این خاندان برخاسته است.

## دوره سنگوکو
در دوره سنگوکو، هوسوکاوا یوسای که در یک خاندان شاخه هوسوکاوا به دنیا آمده بود، شروع به فعالیت کرد.
او در خدمت آشیکاگا یوشیترو، سیزدهمین شوگون از شوگون‌سالاری موروماچی/آشیکاگا بود، و پس از مرگ آشیکاگا یوشیترو، تلاش کرد تا از دایمیو قدرتمند در مناطق مختلف حمایت کند تا از آشیکاگا یوشی‌آکی، پانزدهمین شوگون حمایت کند.
در این مدت این خاندان با اودا نوبوناگا درگیر شد و زمانی که تابع اودا نوبوناگا شد نام خود را از هوسوکاوا به «ناگائوکا» تغییر داد. گفته می‌شود این به این دلیل است که خاندان هوسوکاوا، که قبلاً خاندان سان کانریو (سه کانری) بودند، تصور قوی از آنان به عنوان ملازم شوگون‌سالاری موروماچی وجود داشت.
هوسوکاوا یوسای به دستاوردهای بزرگی دست یافت، از جمله شرکت در تهاجم به منطقه چوگوکو به رهبری آکچی میتسوهیده، و میازو، ولایت تانگو (شهر میازو امروز، استان کیوتو)، که توسط اودا نوبوناگا تسخیر شد، به عنوان قلمروی خود اجازه حکمرانی گرفت و ارباب شد. به توصیه اودا نوبوناگا، هوسوکاوا تادائوکی، پسر ارشد هوسوکاوا یوسای، در سال ۱۵۷۸ با دختر آکچی میتسوهیده، هوسوکاوا گاراشا ازدواج کرد.
با این حال، در سال ۱۵۸۲ (تنشو ۱۰)، زمانی که میتسوهیده آکچی باعث کودتا و حادثه معبد هوننو شد، یوسای هوسوکاوا درخواست کمک از خویشاوند خود، آکچی میتسوهیده را رد کرد و به منظور سوگواری نوبوناگا اودا، راهب شد. او سرپرستی خاندان را به هوسوکاوا تادائوکی سپرد و بازنشسته شد. پس از بازنشستگی، با استاد چای سن نو ریکیو دوست شد و به عنوان یک شخصیت فرهنگی توسط تویوتومی هیده‌یوشی، توکوگاوا ایه‌یاسو و دربار امپراتوری ارزش زیادی داشت. هوسوکاوا یوسای از دوران کودکی موضوع‌های مختلفی را مطالعه کرد و در رشته‌های مختلفی از استادان درجه یک، از هنرهای رزمی مانند شمشیرزنی، تیراندازی با کمان و سوارکاری تا هنرهای هنری مانند مراسم چای و شعر تسلط داشت.
از آنجایی که فرزند سانجو نیشی هنوز جوان بود، هدیه ای از استاد شعرش، سانجو نیشی سانکی، در ارث خاندان سانجو نیشی به او داده شد، با این قول که پس از بزرگ شدن او نیز لطف را به خاندان سانجو نیشی برگرداند یکی از بالاترین سطح فرهنگ در آن زمان، با دریافت کوکیندانجو "Kokindenju"، تفسیری مخفی از مجموعه خاصی از شعر کهن و مدرن ژاپنی.
در سال ۱۶۰۰ (سال پنجم کیچو)، ایشیدا میتسوناری ارتشی را در نبرد سکیگاهارا تشکیل داد، و زمانی که هوسوکاوا یوسای، که در سمت توکوگاوا بود، توسط نیروهای ایشیدا میتسوناری به قلعه خود حمله کرد، «گویوسی» امپراتور دستور امپراتوری صادر کرد و صلح منعقد کرد. دانش و تحصیلات هوسوکاوا یوسای به قدری ارزشمند بود که دربار امپراتوری از ترس از بین رفتن دانش و آموزه‌های باستانی و مدرن به دلیل مرگ او، مداخله کرد.

## تادائوکی هوسوکاوا و خاندان هوسوکاوا به کوماموتو نقل مکان کردند
هوسوکاوا تادائوکی، که ریاست خاندان را از یوسای هوسوکاوا، که پس از حادثه معبد هوننو بازنشسته شد، به ارث برد، بلافاصله به عنوان ملازم تویوتومی هیده‌یوشی خدمت کرد، در محاصره اوداوارا (۱۵۹۰)، که به خاندان هوجو حمله کرد، و در جنگ بونروکو، که تویوتومی هیده‌یوشی آن را رهبری کرد، به اولین اعزام نیروها به شبه‌جزیره کره خدمت کرد.
پس از مرگ تویوتومی هیده‌یوشی، او دشمن ایشیدا میتسوناری شد و شروع به پیروی از توکوگاوا ایه‌یاسو کرد. در طول نبرد سکیگاهارا، ایشیدا میتسوناری سعی کرد همسر تادائوکی هوسوکاوا، هوسوکاوا گاراشا را به عنوان گروگان بگیرد تا خاندان هوسوکاوا را به سمت خود جلب کند، اما گاراشا از گروگان شدن خودداری کرد و خودکشی کرد. گفته می‌شود که در نبرد بعدی، هوسوکاوا تادائوکی به ارتش اصلی ایشیدا میتسوناری نفوذ کرد و به پیروزی‌های نظامی بسیاری دست یافت.
برای قدردانی از این دستاورد، قلمرو او از ولایت تانگو به قلمرو کوکورا در ولایت بوزن (شهر کیتاکیوشو کنونی، استان فوکوئوکا) گسترش یافت. پس از شرکت در محاصره تابستانی اوساکا، هوسوکاوا تادائوکی ریاست خاندان را به پسرش هوسوکاوا تاداتوشی سپرد و بازنشسته شد. جانشین او، هوسوکاوا تاداتوشی، در سال ۱۶۳۲ (سال نهم کانری) زمانی که دومین ارباب حوزه هیگو کوماموتو، کاتو تاداهیرو، حکم مصادره قلمرو خود را دریافت کرد، او اولین ارباب قلمرو تازه تأسیس قلمرو کوماموتو شد.
پس از آن، در اواسط دوره ادو، این خاندان سخت کار کرد تا بر این حوزه حکومت کند، مانند بازگرداندن وضعیت مالی نا به سامان هوسوکاوا شیگه‌کاتا، ششمین ارباب قلمرو کوماموتو که به ققنوس هیگو معروف بود. به لطف تلاش‌های آنها، خاندان هوسوکاوا تا آغاز دوره میجی که قلمروهای فئودالی منسوخ شد و فرمانداری‌ها تأسیس شد، به حکومت این منطقه ادامه دادند.